# Mary McConneloug
 (décembre 2023).
Si vous disposez d'ouvrages ou d'articles de référence ou si vous connaissez des sites web de qualité traitant du thème abordé ici, merci de compléter l'article en donnant les références utiles à sa vérifiabilité et en les liant à la section « Notes et références ».
Mary McConneloug, née le 24 juin 1971 à San Francisco, est une coureuse cycliste américaine.
Spécialisée en VTT, elle est championne panaméricaine de cross-country en 2006 et 2013 et quatre fois championne des États-Unis de cross-country en 2003, 2005, 2007 et 2008. Elle a représenté les États-Unis dans cette discipline aux Jeux olympiques de 2004 et 2008, elle a pris respectivement les neuvième et septième place. En 2003 et 2007, elle a obtenu la médaille d'argent aux Jeux panaméricains.

## Palmarès

### Jeux olympiques
- Athènes 2004
  - 9e du cross-country
- Pékin 2008
  - 7e du cross-country

### Jeux panaméricains
- 2003
  -  Médaillée d'argent du cross-country
- 2007
  -  Médaillée d'argent du cross-country

### Championnats panaméricains
- 2006
  -  Championne panaméricaine du cross-country
- 2007
  -  Médaillée d'argent du cross-country
- 2010
  -  Médaillée d'argent du cross-country
- 2013
  -  Championne panaméricaine du cross-country
- 2014
  -  Médaillée de bronze du cross-country

### Championnats nationaux
- Championne des États-Unis de cross-country en 2003, 2005, 2007 et 2008